# Imre Polyák
Imre Polyák   (Kecskemét, 16 d'abril de 1932 - Budapest, 15 de novembre de 2010) fou un lluitador hongarès, guanyador de quatre medalles olímpiques en la modalitat de lluita grecoromana.

## Carrera esportiva
Va participar, als 20 anys, en els Jocs Olímpics d'Estiu de 1952 realitzats a Hèlsinki (Finlàndia), on va aconseguir guanyar la medalla de plata en la prova masculina de lluita grecoroamana de pes ploma, un metall que repetí en els Jocs Olímpics d'Estiu de 1956 realitzats a Melbourne (Austràlia) i els Jocs Olímpics d'Estiu de 1960 realitzats a Roma (Itàlia). En els Jocs Olímpics d'Estiu de 1964 realitzats a Tòquio (Japó) aconseguí guanyar finalment la medalla d'or en aquesta mateixa categoria.
Al llarg de la seva carrera ha guanyat cinc medalles en el Campionat del Món de lluita, dotze títols nacionals individuals i dos títols per equips. Fou nomenat esportista hongarès de l'any el 1958 i el 1962. El 2003 va ser inclòs al Wrestling Hall of Fame.